# Nyambwezifälle
Die Nyambwezifälle des Flusses Nyambwezu sind 20 Meter hoch und liegen in der Nordwestprovinz von Sambia südlich der Straße von deren Hauptstadt Solwezi nach Mwinilunga.

## Beschreibung
Die Nyambwezifälle sind nicht sehr spektakulär. Der Fluss führt nur wenig Wasser. Sie sind eher ein Ausflugsziel für Wochenenden und ein Ort zu campen. Die Felsen sind mit prähistorischen Zeichnungen versehen.